# King’s Royal Hussars

Mützenabzeichen der King’s Royal Hussars

Tactical Recognition Flash der King’s Royal Hussars

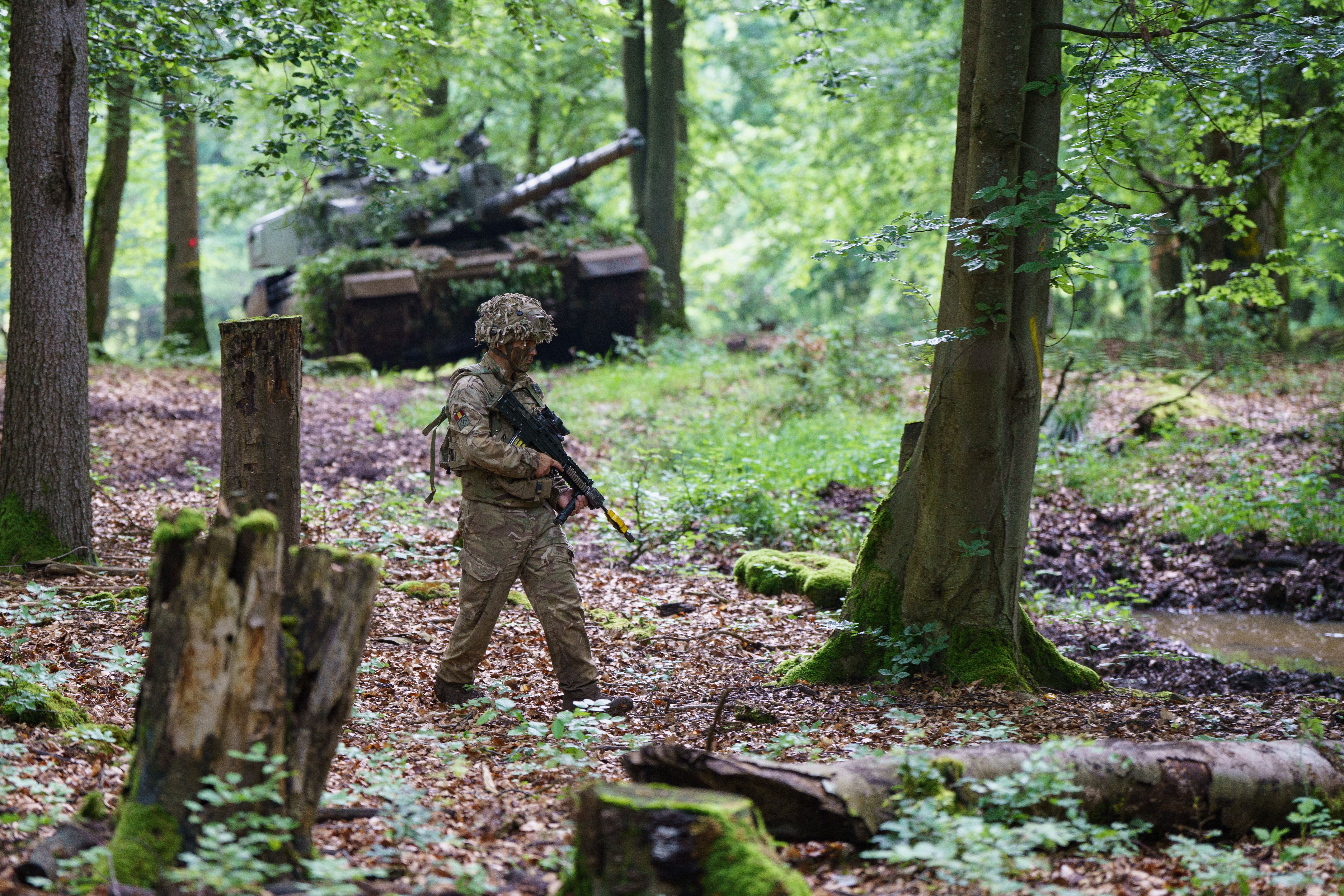
Soldat und Challenger-2-Panzer der King’s Royal Hussars, 2024

Die King’s Royal Hussars sind ein Kavallerieregiment der britischen Armee, das seit 1992 besteht und Teil des Royal Armoured Corps ist.

## Geschichte
Das Regiment wurde am 4. Dezember 1992 gegründet, durch Verschmelzung der Royal Hussars (Prince of Wales’s Own) mit den 14th/20th King’s Hussars. Das Regiment führt die Traditionen und Battle Honours seiner Vorgängerregimenter weiter und ist in vier Schwadronen untergliedert. Es ist insbesondere mit Challenger-2-Kampfpanzern ausgestattet und Teil des Royal Armoured Corps.
Das Regiment war von seiner Gründung bis zum Jahr 2000 in Münster in Deutschland und ist seither in Tidworth in Wiltshire stationiert. Es entsandte 1994 Truppen für sechs Monate nach Nordirland und 1996 drei Schwadronen nach Bosnien. In Bosnien patrouillierten Mitglieder der Regiments sowohl zu Pferd als auch in Challenger-Panzern. 1997 wurde das Regiment erneut in Bosnien und 1999 im Kosovo eingesetzt. 2002 entsandte es erneut Schwadronen nach Nordirland, diente 2005 und 2007 im Irak und entsandte 2009 und 2012 Abteilungen nach Afghanistan. Im Mai 2010 stellte eine seiner Schwadronen als erste Kavallerieeinheit überhaupt die Schutztruppe der Falklandinseln. 2016 unterstützten Angehörige des Regiments die Umweltbehörde bei der Bewältigung schwerer Überschwemmungen.

### Traditionslinien
| 10th Royal Hussars (Prince of Wales’s Own) | 10th Royal Hussars (Prince of Wales’s Own) | Royal Hussars (Prince of Wales’s Own) | The King’s Royal Hussars |
| 11th (Prince Albert’s Own) Hussars         |                                            | Royal Hussars (Prince of Wales’s Own) | The King’s Royal Hussars |
| 14th King’s Hussars                        | 14th/20th King’s Hussars                   | 14th/20th King’s Hussars              | The King’s Royal Hussars |
| 20th Hussars                               | 14th/20th King’s Hussars                   | 14th/20th King’s Hussars              | The King’s Royal Hussars |

## Colonels
Colonel-in-Chief des Regiments ist:
- 1992–heute: Anne, Princess Royal

Colonel of the Regiment waren:
- 1992–1997: Major-General John Peter William Friedberger
- 1997–2002: Brigadier Euan Charles Wortham Morrison
- 2002–2007: Brigadier Christopher Keith Price
- 2007–2012: Colonel David Woodd
- 2012–2017: General Sir Richard Shirreff
- 2017–2022: General Sir Adrian Bradshaw
- 2022–heute: Brigadier James Nicholas Niven Orr[1]